# Steyermarkochloa
Steyermarkochloa là một chi thực vật có hoa trong họ Hòa thảo (Poaceae).

## Loài
Chi Steyermarkochloa gồm các loài: